# 中林佳子
中林 佳子（なかばやし よしこ、1945年12月2日 - ）は日本の政治家。日本共産党所属の元衆議院議員（4期）。広島県神石郡豊松村（現・神石高原町）出身。島根大学教育学部卒業。元党中央委員。
政治・選挙活動では「中林よし子」の表記を使用する。
政見放送では自ら手話通訳を行いながら演説を行っている。

## 略歴
- 1945年12月2日、広島県生まれ。
- 島根大学教育学部卒業。
- 東大阪市小学校教諭
- 松江民主商工会事務局員
- 党島根県常任委員
- 党島根県副委員長
- 1979年の第35回衆議院議員総選挙で衆議院議員初当選（島根県全県区）。その後、1983年の第37回衆議院議員総選挙で再選。1996年の第41回衆議院議員総選挙では比例中国ブロックで立候補し落選するも、正森成二の辞職にともない1997年11月14日付で繰上補充により当選（衆議院比例区では初の繰上当選事例）[1]。2000年にも比例中国ブロックで再選。農林水産委員会所属。2003年、2005年、2009年と比例中国ブロックの単独候補として立候補したが落選。
- 2019年1月、第25回参議院議員通常選挙に鳥取県・島根県選挙区から野党統一候補として無所属（共産党推薦、社民党支援）で立候補[2][3]。投開票の結果、自民党現職の舞立昇治に敗れ落選[4]。

## 政策
- 選択的夫婦別姓制度導入を支持する[5]。2000年には、中林ら超党派女性国会議員50名が、夫婦別姓選択制を求めて当時の森総理に申し入れを行った。申し入れでは、「とくに若い世代では、夫婦別姓選択制を望む声が高まっています。政府には、世論を喚起するなど、夫婦別姓選択制を導入するための努力を望む」としている[6]。
- 2003年、静岡空港建設反対の国会議員署名活動で署名者に加わっている[7]。